# 紐西蘭眾議院
紐西蘭眾議院（英語：New Zealand House of Representatives），與紐西蘭君主共同組成紐西蘭國會。
現在紐西蘭眾議院共有120個議席，包括1位議長，議員的任期是自當選至议会解散（最長三年）。紐西蘭的政府按照西敏制設計紐西蘭總理通常是议会多數黨的领袖。紐西蘭议会成立於1852年，當時有上下兩院。1951年，紐西蘭上議院被廢除，使得紐西蘭成為一個一院制國家，但名稱保留為眾議院。

## 選舉
自1996年紐西蘭實施聯立制（MMP），總共選出120名眾議員。法律規定南島的普通單人選區數目為16，北島的則按人口比例浮動（現時為49席）；7席為毛利人專屬單選區，並與前者互相重疊；其餘議席則從政黨名單比例代表制中分配（現時為48名），而政黨需獲得5%的得票才能獲分配議席。此外，眾議院設超額議席。自實施聯立制以來，兩大政黨（工黨及國家黨）均從未單獨獲得過半議席，皆需組成聯合政府或少數政府才能執政，直至2020年工黨首次獨自取得多數議席。
18歲以上的紐西蘭公民均擁有投票權，但囚犯等部分人除外。而自1893年開始，紐西蘭成為世界首個保障女性選舉權的國家。

## 外部連結
- Parliament of New Zealand （页面存档备份，存于）
- Images from around Parliament Buildings
- Digitised reports from selected volumes of the Appendix to the Journals of the House of Representatives （页面存档备份，存于）